# Colonnes d'Hercule
Pour les articles homonymes, voir Hercule (homonymie) et Atlas.

Les Colonnes d'Hercule représentées sur les armoiries d'Espagne.

Les Colonnes d'Hercule ou Colonnes d'Héraclès est le nom donné, dans l'Antiquité classique, aux montagnes qui bordent le détroit de Gibraltar. Il s'agit du rocher de Gibraltar (Calpe en latin) au nord, sur la rive européenne, et du mont Abyle (Mons Abyla), aujourd'hui djebel Musa, sur la rive marocaine. Pour les Romains, elles symbolisaient la frontière entre le monde civilisé (Mare nostrum) et un au-delà océanique inconnu et dangereux.
Les Colonnes ont reçu leur nom d'un des douze travaux d'Héraclès — latinisé en « Hercule » — et plus particulièrement celui durant lequel il dut récupérer les bœufs de Géryon, monstre au triple-corps habitant dans « l'extrême Occident » pour les ramener à Eurysthée qui les offrit à Héra en sacrifice. En dehors de la réalité géographique mentionnée par les auteurs anciens, la localisation des colonnes d'Hercule relève également du mythe ; elles ont pu être situées selon différentes traditions, souvent ésotériques, en différents lieux selon les mythes qu'elles rejoignent.

## Histoire

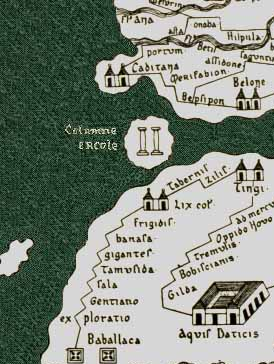
Table de Peutinger : Colonnes d'Hercule.

Selon la mythologie grecque adoptée par les Étrusques et les Romains, lorsque Héraclès dut effectuer ses douze travaux, l'un d'eux, le dixième, était de chercher les bovins de Géryon de l'extrême occident (le Maroc actuel) et les amener à Eurysthée ; cela a marqué le prolongement vers l'ouest de ses voyages. Un passage perdu de Pindare cité par Strabon était la première référence de traçabilité dans ce contexte : « les piliers que Pindare appelle les « portes de Gades » quand il affirme que ce sont les limites les plus éloignées atteintes par Héraclès ». Par ailleurs, l'assimilation, depuis Hérodote, entre Héraclès et le dieu phénicien Melqart laisse penser que les colonnes sont près de Gades / Gadeira (actuelle Cádiz), notamment du fait que Melqart avait à Gadès un temple important.
Selon le récit du Timée de Platon, le royaume perdu d'Atlantide était situé au-delà des colonnes d'Héraclès, le plaçant dans le domaine de l'inconnu. Selon une tradition de la Renaissance, les piliers portaient l'avertissement Non plus ultra, servant d'avertissement aux marins et navigateurs de ne pas aller plus loin.
Selon des sources romaines, alors qu'il se rendait au jardin des Hespérides, Hercule devait traverser la montagne qui était autrefois l'Atlas. Au lieu d'escalader la grande montagne, Hercule aurait utilisé sa force surhumaine pour se fendre un passage. C'est ainsi qu'il relia la mer Méditerranée à l'océan Atlantique et forma le détroit de Gibraltar. Une partie de la montagne fendue est Gibraltar et l'autre est soit Monte Hacho, soit Djebel Musa. Ces deux montagnes prises ensemble ont depuis lors été connues comme les « Colonnes d'Hercule », mais d'autres éléments naturels ont été associés à ce nom. Diodore de Sicile cite une autre version selon laquelle, au lieu de briser le mont pour créer le détroit de Gibraltar, Hercule aurait au contraire rétréci un détroit existant pour empêcher les monstres de l'océan Atlantique d'entrer dans la mer Méditerranée.
Le Liber monstrorum, catalogue de peuples et créatures légendaires anonyme du VIIIe siècle, raconte qu'à l'entrée occidentale de la Méditerranée, il érigea des piliers d'une taille étonnante pour le spectacle de la race humaine. De même, il construisit des trophées de ses guerres à l'est, près de l'océan Indien, en souvenir de la postérité.

## Évolution du nom
Avant le terme géographique de « Colonnes d'Héraclès » qui s'impose au VIe siècle, les Grecs employaient celui de « Colonnes d'Atlas » qui avaient plus une fonction plutôt cosmogonique que géographique.
D'après Élien, les colonnes d'Hercule portèrent d'abord, suivant Aristote, le nom de Briarée, le géant aux cent bras qui, déjà selon Hésiode, assista Zeus dans sa lutte contre les Titans.
Avant la conquête musulmane, le rocher de Gibraltar était appelé « Mont Calpé ». Le nom de « Gibraltar » n'apparaît qu'à partir de 711 ; il vient de l'arabe Jebel Tariq, la montagne de Tariq, nom du premier conquérant musulman ayant mis pied sur le rocher au début de la conquête musulmane de la péninsule Ibérique.

## Usage moderne
Les Colonnes d'Hercule sont les supports des armoiries de l'Espagne. Elles sont utilisées pour la première fois dans les armoiries du roi Charles Ier d'Espagne, aussi empereur des Romains sous le nom de Charles Quint. Elles portent sa devise personnelle Plus ultra, signifiant que les colonnes étaient une porte.

## Galerie

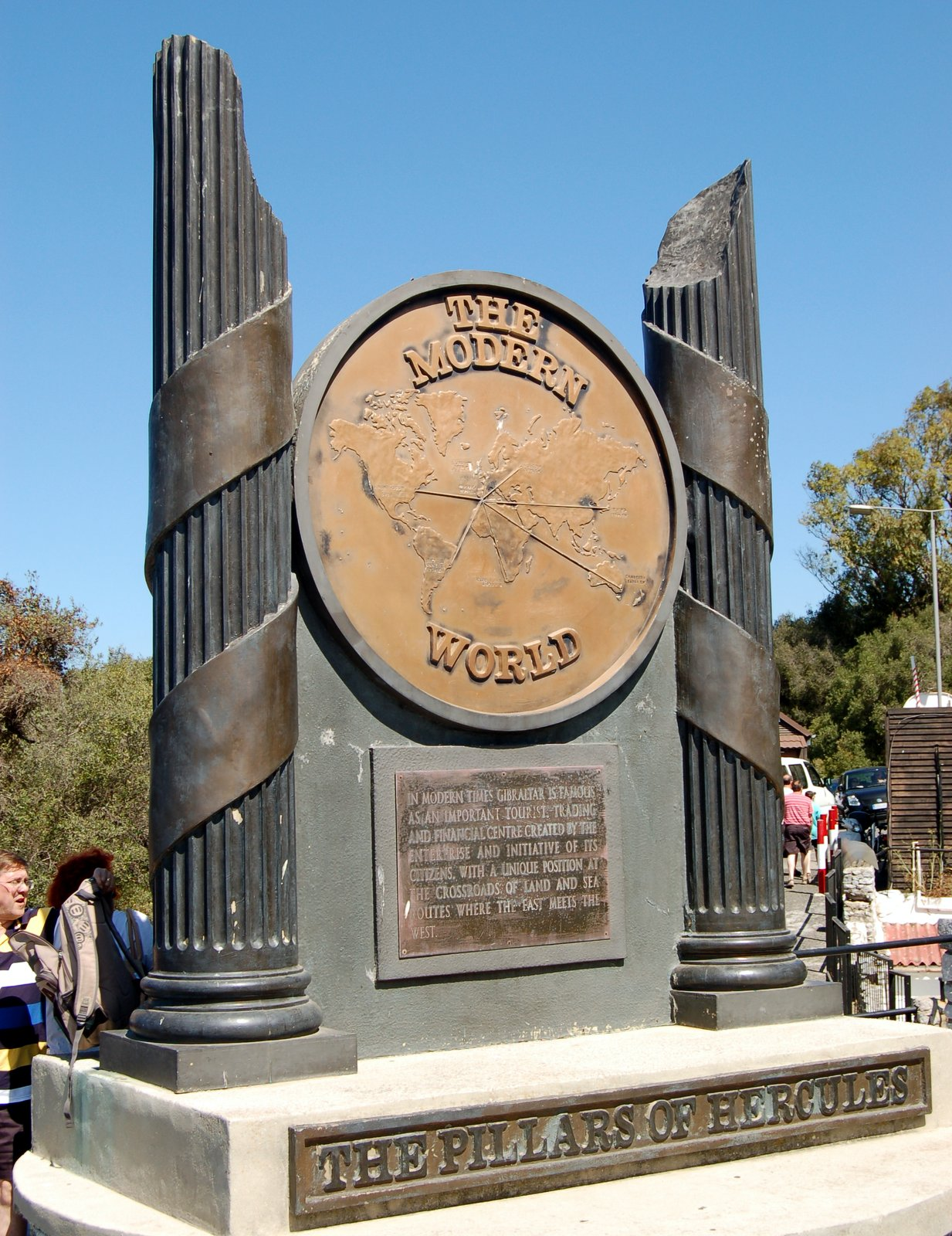
Les Colonnes d'Hercule, monument à Gibraltar.
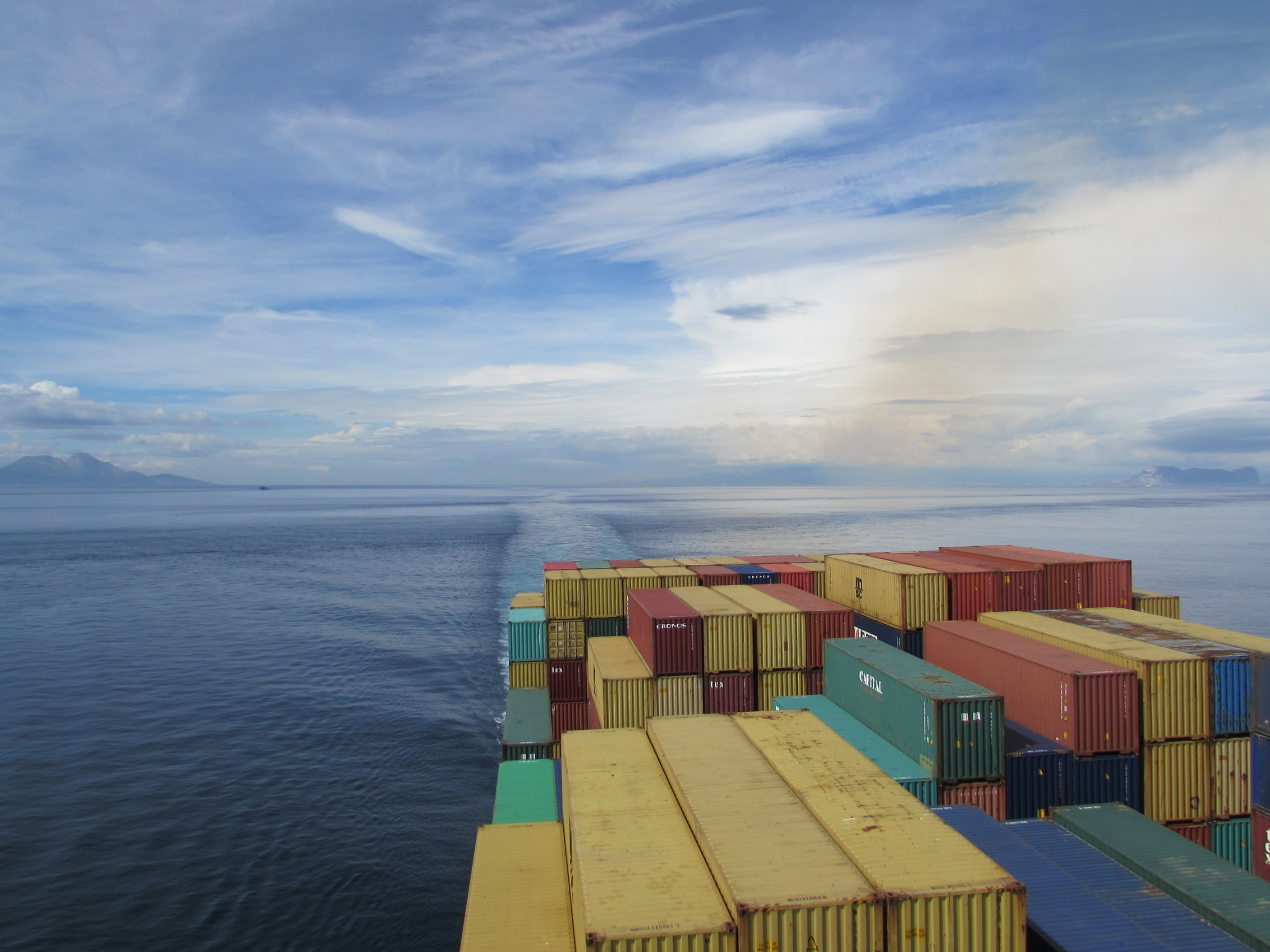
Les deux Colonnes d'Hercule : le djebel Musa et le rocher de Gibraltar, apparaissent à la droite et à la gauche de cette photo.
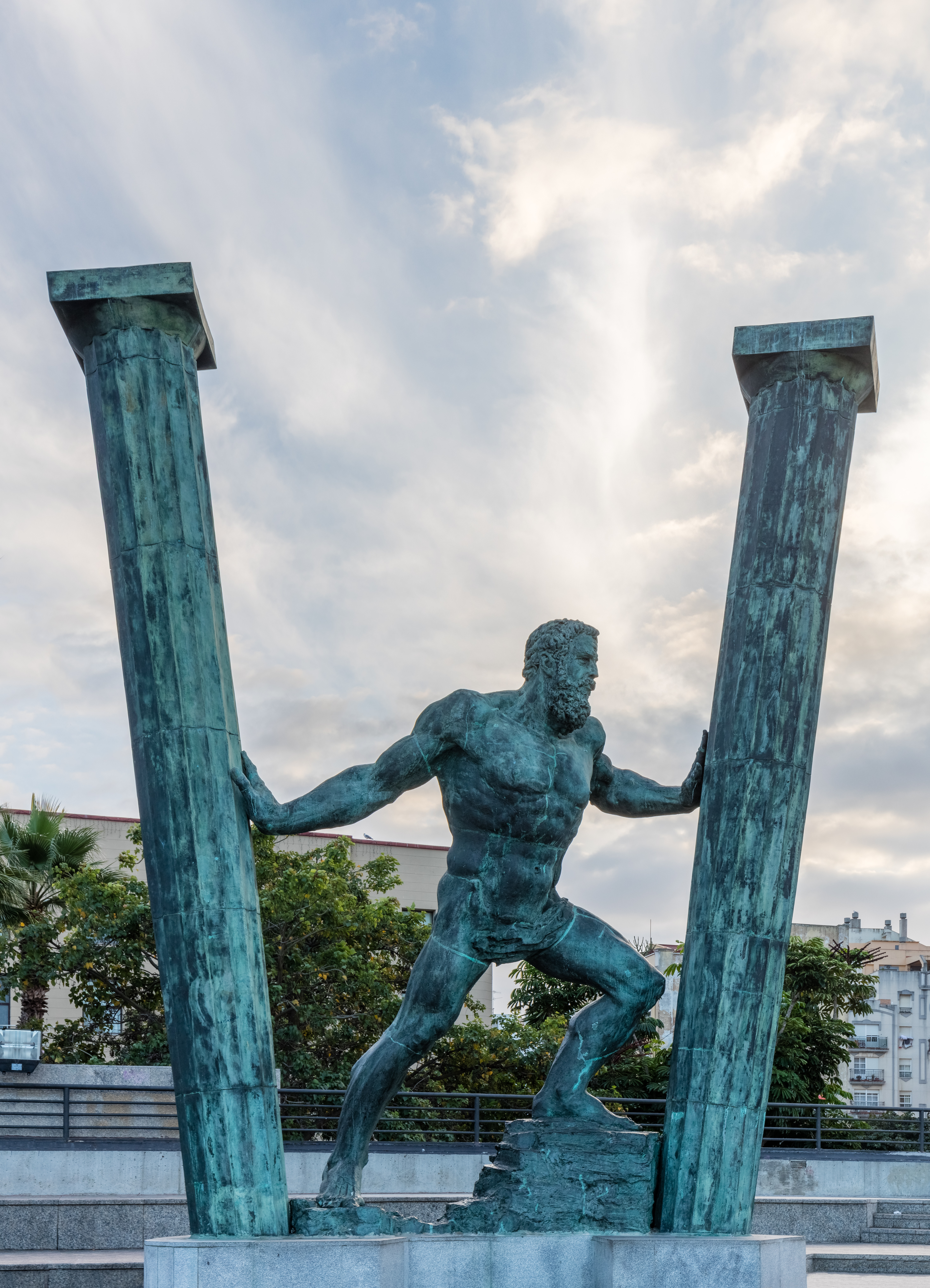
Les deux Colonnes d'Hercule, Abyle et Calpe (Ceuta).
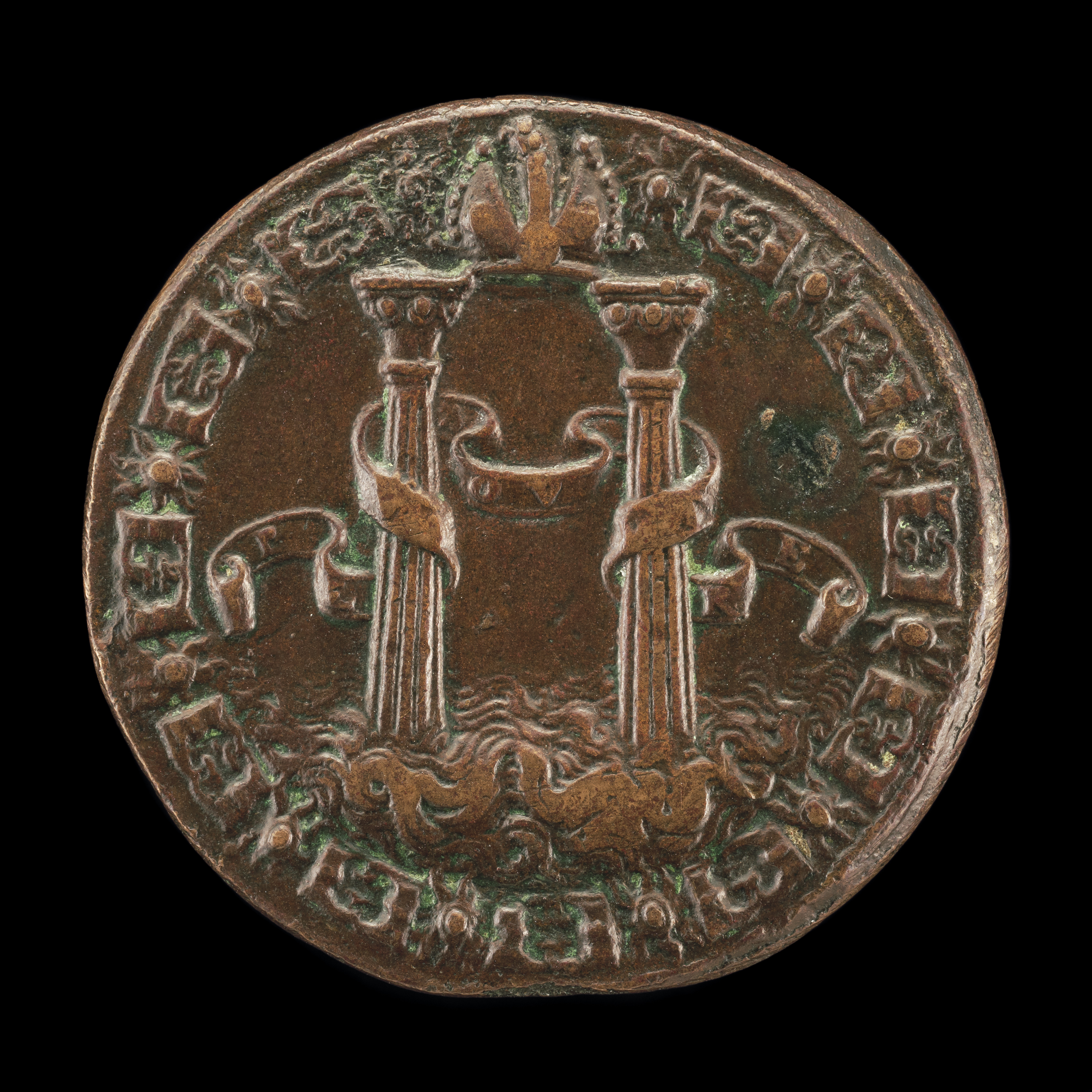
Représentation des Colonnes d'Hercule sur une pièce de monnaie espagnole (1553).